# Farnborough (London)
Farnborough ist ein Stadtteil des Londoner Bezirks Bromley. Er liegt südlich von Orpington und wird im Westen von Keston begrenzt. Im Osten schließt sich Chelsfield an.

## Geschichte
Der Name des Stadtteils geht auf den Begriff Fearnbiorginga zurück, was sov iel bedeutet wie ‚Dorf bei den Farnen auf dem Hügel‘. Die erste urkundliche Erwähnung Farnboroughs stammt von König Æthelberht von Wessex, der im Jahr 862 etwa 385 Hektar des heutigen Stadtgebiets verkaufte. Im Domesday Book ist der Ort zwar nicht verzeichnet, er bestand aber schon im Mittelalter und das Gebiet stand um 1200 im Eigentum von Simon de Montfort, 5. Earl of Leicester. Das Dorf entwickelte sich an der Straße von London nach Hastings. Es bildete zunächst eine Gemeinde in der Harde von Ruxley in Kent. 1840 wurde es dem Metropolitan Police District zugeordnet. Von 1894 bis 1934 war Farnborough Teil des Bromley Rural District.  In Umsetzung einer Gebietsreform wurde die Gemeinde dann aufgelöst und das Gemeindegebiet auf den Municipal Borough of Bromley und den Orpington Urban District aufgeteilt. Seit 1965 gehört Farnborough zum London Borough of Bromley.

### Flugzeugabsturz 2008
Mediale Bekanntheit erlangte der Stadtteil am 30. März 2008 als eine Cessna Citation I in eines der Häuser an der Romsey Close stürzte. Dabei kamen die beiden Piloten und drei Fluggäste ums Leben, wohingegen am Boden niemand verletzt wurde. Das Flugzeug war am nahegelegenen Flughafen von Biggin Hill gestartet und war auf dem Weg nach Pau in Frankreich, als der Pilot einen Notruf absetzte und versuchte zum Flughafen zurückzukehren. Unter den getöteten Passagieren waren der Eurosportkommentator David Leslie und der Autorennfahrer Richard Lloyd. Die Air Accidents Investigation Branch. In ihrem Abschlussbericht wurde festgestellt, dass eine Mehrzahl technischer Störungen den Absturz verursacht hat.

## Bevölkerung
Nach der Volkszählung von 2001 hatte Farnborough 9.033 Einwohner. Die Bevölkerungsentwicklung stellt sich wie folgt dar:
| Jahr          | 1801 | 1811 | 1821 | 1831 | 1841 | 1851 | 1861 | 1871  | 1881  | 1891  | 1901  | 1911  | 1921  | 1931  |
| Einwohnerzahl | 314  | 452  | 553  | 638  | 680  | 920  | 955  | 1.086 | 1.451 | 1.627 | 2.262 | 3.210 | 3.322 | 4.373 |
| ------------- | ---- | ---- | ---- | ---- | ---- | ---- | ---- | ----- | ----- | ----- | ----- | ----- | ----- | ----- |

## Verkehr
Farnborough liegt an der A21 von Lewisham nach Hastings. Der Stadtteil verfügt über keinen eigenen Bahnhof. Die nächstgelegenen Bahnhöfe der National Rail befinden sich mit der Orpington Railway Station und der Chelsfield Railway Station jeweils etwa drei Kilometer vom Zentrum Farnboroughs entfernt. Der Flughafen Biggin Hill liegt sechs Kilometer südlich des Stadtzentrums.

## Söhne und Töchter der Stadt
- Ralph McTell (* 1944), Sänger
- Steve Bennett (* 1961), Fußballschiedsrichter
- Tim Harvey (* 1961), Autorennfahrer
- Nigel Farage (* 1964), Politiker
- Mark Taylor (* 1966), Tontechniker
- David Bull (* 1969), Mediziner, Fernsehmoderator, Politiker
- James Carver (* 1969), Politiker
- Ben Wallace (* 1970), Politiker